# Paul Boateng
Paul Yaw Boateng (ur. 14 czerwca 1951 w Londynie) – brytyjski polityk Partii Pracy. Wybrany do parlamentu w 1987, działał w komisji skarbu swojej partii. Był pierwszym czarnym politykiem, który zasiadł w pierwszym rzędzie ław parlamentarnych i był członkiem gabinetu.
Boateng urodził się w londyńskiej dzielnicy Hackney. Jego ojcem był ghański polityk Kwaku Boateng, minister w rządzie Kwame Nkrumaha. Po obaleniu Nkrumaha przez pucz wojskowy w 1966 r. Boatengowie przeprowadzili się do Hemel Hempstead, gdzie Paul rozpoczął naukę w Apsley Grammar School. Po ukończeniu studiów na uniwersytecie w Bristolu rozpoczął pracę jako prawnik zajmujący się prawami człowieka. W 1981 r. został wybrany z ramienia laburzystów do Greater London Council. Był tam przewodniczącym komitetu policji i wiceprzewodniczącym komitetu mniejszości etnicznych.
W 1983 r. wystartował bez powodzenia w wyborach do Izby Gmin w okręgu West Hertfordshire. Mandat parlamentarny uzyskał dopiero w 1987 r. wygrywający wybory w okręgu Brent South. W 1988 otrzymał za swoją pracę Nagrodę Pamięci M.L. Kinga. W 1989 r. został młodszym mówcą opozycji. W 1992 r. został opozycyjnym ministrem w urzędzie Lorda Kanclerza. Na tym stanowisku pozostał do zwycięskich dla jego partii wyborów w 1997 r. W 1994 obserwator z ramienia AWEPA podczas wyborów powszechnych w Południowej Afryce.
Po wyborach Boateng został parlamentarnym podsekretarzem stanu w ministerstwie zdrowia. Rok później został parlamentarnym podsekretarzem stanu w ministerstwie spraw wewnętrznych, a następnie ministrem stanu w tymże resorcie. Po wyborach 2001 r. został finansowym sekretarzem skarbu. W maju 2002 r. został członkiem gabinetu jako naczelny sekretarz skarbu. Na tym stanowisku pozostał do wyborów w 2005 r. W marcu tego roku ogłosił, że nie będzie ponownie ubiegał się o mandat deputowanego. Po wyborach, w maju 2005 r., mianowany został brytyjskim wysokim komisarzem w RPA. Pozostał na tym stanowisku do 2009 r.